# Climate TRACE
Climate TRACE (Tracking Real-Time Atmospheric Carbon Emissions)  est un groupe indépendant qui surveille et publie les émissions de gaz à effet de serre avec un décalage de quelques semaines.

## Historique
WattTime, en collaboration avec d'autres ONGs gagne une subvention de 1,7 million de dollars au  concours AI Impact Challenge de Google.org ainsi que le soutien d'Al Gore.
Climate Trace est lancé en 2021 avant la COP26 . Il améliore la surveillance, le rapport et la vérification des émissions de dioxyde de carbone et de méthane,.
Le groupe surveille des sources telles que les mines de charbon et les cheminées des centrales électriques dans le monde entier, en s'appuyant sur des données satellitaires publiques et sur l'intelligence artificielle,. Le magazine Time l'identifie comme l'une des cent meilleures inventions de l'année 2020 .

## Objectifs
Selon Kelly Sims Gallagher, les publications du groupe pourrait influencer les politiques climatiques en réduisant les différends portants sur les déclarations des Etats et conduire à des engagements climatiques plus ambitieux .
Les rapports annuels des pays développés à la CCNUCC sont soumis plus d'un an après la fin de l'année en question. Ceux des pays en développement de l'Accord de Paris sont soumis tous les deux ans,. Certains grands émetteurs, comme l'Iran qui n'a pas ratifié l'accord, n'ont pas encore soumis d'inventaire des gaz à effet de serre en 2020.

## Méthodes
Les émissions des centrales électriques sont suivies par un logiciel en apprentissage supervisé pour combiner l'imagerie satellite avec d'autres données ouvertes, telles que les ensembles de données des gouvernements, OpenStreetMap, et les rapports d'entreprise. De même, les grands navires sont suivis pour mieux comprendre les émissions du transport maritime international.

## Membres
En 2021 la coalition comprend:
- des organisations à but non lucratif : CarbonPlan, Earthrise Alliance, Hudson Carbon, OceanMind, Rocky Mountain Institute, TransitionZero et WattTime
- des entreprises : Blue Sky Analytics et Hypervine
- l'ancien vice-président américain Al Gore

### Traduction
- (en) Cet article est partiellement ou en totalité issu de l’article de Wikipédia en anglais intitulé « Climate TRACE » (voir la liste des auteurs).

1. ↑  « Climate TRACE to track real-time global carbon emissions », Yale Climate Connections, 17 août 2020 (consulté le 10 juillet 2021)
2. ↑  Al Gore, « Opinion | Al Gore: Where I Find Hope », The New York Times, 12 décembre 2020 (ISSN 0362-4331, consulté le 10 juillet 2021)
3. ↑  (en) Freedman, « Al Gore's Climate TRACE tracking group finds vast undercounts of emissions », Axios (consulté le 27 septembre 2021)
4. 1 2  Roberts, « The entire world's carbon emissions will finally be trackable in real time », Vox, 16 juillet 2020 (consulté le 10 juillet 2021)
5. ↑  « Methane: A Threat to People and Planet », Rocky Mountain Institute, 7 juillet 2021 (consulté le 10 juillet 2021)
6. ↑  « Transcript: The Path Forward: Al Gore on Climate and the Economy », The Washington Post (ISSN 0190-8286, consulté le 10 juillet 2021)
7. ↑  Timothy Puko, « John Kerry Says U.S. Will Hold China to Account on Climate Pledges », The Wall Street Journal, 13 avril 2021 (ISSN 0099-9660, consulté le 10 juillet 2021)
8. ↑  Peters, « This Al Gore-supported project uses AI to track the world's emissions in near real time », Fast Company, 15 juillet 2020 (consulté le 15 juillet 2021)
9. ↑  « The 100 Best Inventions of 2020 », Time (consulté le 10 juillet 2021)
10. ↑  « 4. Reporting of Greenhouse Gas Inventories in the Enhanced Transparency Framework », United Nations Framework Convention on Climate Change (consulté le 17 juillet 2021)
11. ↑  « Reporting and Review under the Paris Agreement », United Nations Framework Convention on Climate Change (consulté le 20 avril 2020) : « Parties under the Paris Agreement are required to submit their first biennial transparency report (BTR1) and national inventory report, if submitted as a stand-alone report, in accordance with the MPGs, at the latest by 31 Décembre 2024 »
12. ↑  Anna Schulz, « Implementing the Paris Agreement: LDC gaps and needs in greenhouse gas inventory reporting », Publications Library (consulté le 17 juillet 2021) : « Developing countries update their GHG inventories, mitigation actions, needs and support received within their BUR »
13. ↑  « Documents and decisions: Iran », United Nations Framework Convention on Climate Change (consulté le 17 juillet 2021), p. 2
14. ↑  « Organised Editing/Activities/Climate TRACE – OpenStreetMap Wiki », OpenStreetMap (consulté le 15 juillet 2021)
15. ↑  « Satellites – Watttime » (consulté le 15 juillet 2021)
16. ↑  « Al Gore spearheads new initiative to track and publish every ship's carbon footprint », Splash247, 17 juillet 2020 (consulté le 15 juillet 2021)